# Lake Placid
Lake Placid (v anglickém překladu tiché jezero) je malé město ve státě New York v USA, pojmenované podle nedalekého stejnojmenného jezera Lake Placid. Žije zde přibližně 2 200 obyvatel. Podle sčítání lidu z roku 2000 zde žilo 2 638 obyvatel.

## Sport
Dvakrát se zde konaly zimní olympijské hry, poprvé v roce 1932, podruhé v roce 1980.
Od roku 1999 je Lake Placid každoročním dějištěm triatlonu Ironman.

## Osobnosti spojené s městem
Vyrůstala zde americká zpěvačka Lana Del Rey